# Paladín de almas
Paladín de almas (en inglés: Paladin of Souls) es una novela de fantasía escrita por la norteamericana Lois McMaster Bujold, galardonada en el 2004 con los premios Hugo y Locus y en 2005 con el Nébula.
La novela es una secuela de La maldición de Chalion (The Curse of Chalion), planteando la trama tres años después de los sucesos acaecidos en la primera.

## Sinopsis
Una mujer de la nobleza, llegada a la mediana edad, y tras pasar varios años encerrada, decide peregrinar para olvidar sus malos recuerdos y vivir nuevas experiencias. En la peregrinación le acompañan dos hermanos como guardaespaldas, una dama de compañía, y un clérigo al servicio de uno de los cinco dioses del Panteón. El grupo de peregrinos se verá envuelto en numerosas aventuras.